# Wiesenburg
Wiesenburg (official name: Wiesenburg/Mark) là một đô thị thuộc huyện Potsdam-Mittelmark, bang Brandenburg, Đức.